# Đurđevački pijesci
Đurđevački pijesci (još se nazivaju Podravski pijesci, Hrvatska Sahara, Krvavi peski, Đurđevečki peski) su ostatci jedine hrvatske pustinje i geografsko-botanički rezervat. 
Ta pustinja se nalazi na istočnom dijelu Grada Đurđevca. U narodu je poznata pod nazivom "Krvavi peski" i "Hrvatska Sahara".
To je zaštićeno botaničko područje, osebujnog staništa s velikim brojem endemičkih vrsta, jedinstvene flore i faune, te vidljivim oblicima pješčanih dina, odnosno ostatcima "hrvatske Sahare". Površinom zauzima oko 20 hektara i dio toga je 1963. godine proglašeno posebnim geografsko-botaničkim rezervatom kao lako prepoznatljivim i jedinstvenim staništem u Hrvatskoj, a s namjerom očuvanja osebujnosti vegetacije, gdje su se u uvjetima života na pijesku mogle razviti i prilagoditi samo određene biljne vrste; među ostalima i oko tridesetak vrsta leptira. Uz endemske vrste su vidljivi i ostatci pješčanih dina. Na ostatcima pustinje se nalazi đurđevačka gradska četvrt koja je po toj pustinji dobila ime. Četvrt se zove Peski. Ona je odvojena od ostatka Đurđevca potokom koji se naziva Čivićevec i površinom i brojem stanovnika (oko 2200 stanovnika, što je trećina od ukupnog broja stanovnika sama grada) najveća je đurđevačka četvrt.
Za pošumljavanje Đurđevečkih pesaka zaslužan je industrijalac Emanuel Braun.

## Poveznice
- Đurđevac
- Đurđevački stari grad
- Crkva sv. Jurja
- Picokijada – Legenda o picokima
- Park-šuma "Borik"